# James Gairdner
James Gairdner, född den 22 mars 1828 i Edinburgh, död den 4 november 1912 i Pinner, Middlesex, var en skotsk historiker. Han var bror till William Tennant Gairdner.
Gairdner blev 1846 anställd i engelska statsarkivet, där han 1859 avancerade till vicearkivarie ("assistant keeper of public records"). I "Rolls Series" utgav han 1861–1863 i två band Letters and Papers Illustrative of the Reigns of Richard III and Henry VII. Gairdner fortsatte upp i hög ålder, även efter sitt avsked ur aktiv tjänstgöring, på officiellt uppdrag sitt utgivningsarbete med urkundsserien Calender of State Papers of Henry VIII's Reign. I denna serie utgav han band 5–20 (1880–1905) samt ombesörjde dessutom bland annat en kritisk edition av The Paston Letters (3 band, 1872–1875, ny upplaga med supplement 1900). 
Bland Gairdners självständiga historiska arbeten, vilka utmärks genom mycket samvetsgrann forskning, märks de översiktliga handböckerna The Houses of Lancaster and York (1874) och The Early Tudors (1902) samt vidare en värdefull History of the Life and Reign of Richard III (1878, reviderad ny upplaga 1898). Därtill kom Studies in English History (1881), Henry VII (1889, i serien "Twelve English Statesmen") och A History of the English Church in the Sixteenth Century to the Death of Mary (1902, utgör del IV av Stephens och Hunts "History of the English Church"). Gairdner skrev därjämte ett stort antal artiklar i Dictionary of National Biography och English Historical Review samt ansågs som sin tids grundligaste kännare av källorna till 1400- och 1500-talens engelska historia. Han blev 1897 juris hedersdoktor vid Edinburgh.